# Danny Olsen
Danny Olsen, född 11 juni 1985, är en dansk före detta fotbollsspelare.
Olsen debuterade i Danmarks landslag den 5 mars 2014 i en 1–0-förlust mot England.